# Băltenii de Sus
Băltenii de Sus – wieś w Rumunii, w okręgu Tulcza, w gminie Beștepe. W 2011 roku liczyła 92 mieszkańców.